# Црнаць (Сисак)
Црнаць (хорв. Crnac) — населений пункт у Хорватії, в Сисацько-Мославинській жупанії у складі міста Сисак.

## Населення
Населення за даними перепису 2011 року становило 545 осіб.
Динаміка чисельності населення поселення:

## Клімат
Середня річна температура становить 11,11 °C, середня максимальна – 25,80 °C, а середня мінімальна – -6,07 °C. Середня річна кількість опадів – 924 мм.
| Клімат поселення                              | Клімат поселення | Клімат поселення | Клімат поселення | Клімат поселення | Клімат поселення | Клімат поселення | Клімат поселення | Клімат поселення | Клімат поселення | Клімат поселення | Клімат поселення | Клімат поселення | Клімат поселення |
| Показник                                      | Січ.             | Лют.             | Бер.             | Квіт.            | Трав.            | Черв.            | Лип.             | Серп.            | Вер.             | Жовт.            | Лист.            | Груд.            |                  |
| Середній максимум, °C                         | 6,58             | 8,77             | 13,28            | 17,80            | 22,67            | 25,80            | 24,87            | 24,04            | 20,37            | 15,19            | 9,85             | 5,40             |                  |
| Середня температура, °C                       | 0,25             | 2,45             | 7,00             | 11,48            | 16,36            | 19,50            | 20,96            | 20,14            | 16,48            | 11,31            | 5,96             | 1,50             |                  |
| Середній мінімум, °C                          | −6,07            | −3,87            | 0,66             | 5,17             | 10,04            | 13,16            | 17,08            | 16,24            | 12,58            | 7,40             | 2,06             | −2,4             |                  |
| Норма опадів, мм                              | 57               | 54               | 64               | 75               | 81               | 92               | 83               | 85               | 83               | 87               | 92               | 71               |                  |
| Середньомісячна швидкість вітру, м/с          | 1.72             | 1.92             | 2.34             | 2.20             | 2.03             | 1.90             | 1.80             | 1.70             | 1.70             | 1.70             | 1.80             | 1.80             |                  |
| Середньомісячна сонячна радіація, кДж/м²·день | 4247             | 7053             | 10716            | 15230            | 19451            | 21593            | 22600            | 19677            | 14545            | 8962             | 4719             | 3474             |                  |
| --------------------------------------------- | ---------------- | ---------------- | ---------------- | ---------------- | ---------------- | ---------------- | ---------------- | ---------------- | ---------------- | ---------------- | ---------------- | ---------------- | ---------------- |
| Джерело:                                      |                  |                  |                  |                  |                  |                  |                  |                  |                  |                  |                  |                  |                  |